# AXA XL
AXA XL ist der Unternehmensbereich für Sach-, Haftpflicht- und Spezialrisiken von Axa und als Industrieversicherer auf Versicherungslösungen für mittelständische und multinationale Unternehmen fokussiert. Das international tätige Versicherungsunternehmen agiert als Erstversicherer sowie als Rückversicherer und im Risk Consulting. AXA XL wies im Jahr 2022 einen Umsatz von rund 19,23 Mrd. Euro auf. Im Jahr 2023 machte der Geschäftsbereich von AXA XL 18 % des Prämienvolumens von Axa aus.

## Geschichte
Die XL Group Ltd. mit Sitz in Hamilton, Bermuda wurde 1986 als ein über Tochtergesellschaften weltweit tätiges Erst- und Rückversicherungsunternehmen von 68 US-Großunternehmen verschiedener Branchen gegründet.
Die XL Group übernahm im Frühjahr 2001 von der zur Credit Suisse Group gehörenden Winterthur Versicherung das Versicherungsgeschäft mit multinationalen Großkunden („Winterthur International“) für einen Kaufpreis von rund 600 Mio. US-Dollar (rund 1,2 Milliarden Mark).
2003 übernahm XL den noch verbliebenen Anteil von 33 % an Le Mans Re von Les Mutuelles du Mans Assurances Group („MMA“). XL und MMA hatten das in Frankreich ansässige Rückversicherungsunternehmen im Jahr 1999 gemeinsam gegründet und XL bereits 67 % der Anteile gehalten.
Um die Kompetenz in der Versicherung spezieller Risiken auszubauen, übernahm XL im Mai 2015 die Catlin Group. Die an der London Stock Exchange gelistete Catlin Group war mit mehr als 55 Niederlassungen weltweit in 21 Ländern tätig. Die Gesellschaft versicherte Endkunden aus Industrie und Gewerbe sowie sehr wohlhabende Privatkunden. Außerdem war der Konzern als Rückversicherer tätig. XL wurde durch den Zusammenschluss zu einem der zehn größten Rückversicherer weltweit.
2016 investierte XL Catlin in das Insurtech-Versicherungsunternehmen Lemonade.
Im September 2016 erwarb XL Catlin die Brooklyn Underwriting.
Angesichts des Brexits verlegte XL seine europäische Zentrale von London nach Dublin. In UK erfolgt das Versicherungsgeschäft weiterhin über die XL Catlin Insurance Co. UK Ltd. und die Lloyds-Syndikate 2003 und 3002.
Die Versicherungsgesellschaften von XL Group Ltd. waren spezialisiert auf die Deckung komplexer Sach- und Haftpflichtrisiken für globale Unternehmen und in 140 Ländern tätig. XL Group Ltd. war an der New Yorker Börse notiert (NYSE: XL).
2018 wurde die XL Group für 12,4 Milliarden Euro von der französischen Axa-Gruppe übernommen. In der Folge fusionierten Axa Corporate Solutions und Axa Art mit der XL Insurance Company SE zu AXA XL. Hierdurch wurde Axa zum Weltmarktführer im Schaden- und Unfallgeschäft für Gewerbekunden.

## AXA XL in Deutschland
In Deutschland war XL Group durch die britische XL Insurance Company plc, Direktion für Deutschland vertreten. Nebst den klassischen Versicherungsprodukten im Sach- und Haftpflichtbereich wurden auch spezialisierte Produkte wie beispielsweise Managerhaftpflichtversicherung, Kunst- und Valorenversicherung angeboten.
AXA XL ist in Deutschland durch die XL Insurance Company SE Direktion für Deutschland und die XL Catlin Services SE Direktion für Deutschland tätig. Mutterunternehmen der XL Insurance Company SE ist die französische AXA S.A. Die Standorte von AXA XL in Deutschland sind in Hamburg, Köln, Offenbach am Main, Stuttgart und München.
Das deutsche Geschäft wird seit August 2024 von Kai Kuklinski geleitet.

## Soziales Engagement
AXA XL ist offizieller Marketing Partner der Ladies Professional Golf Association (LPGA).
Seit mehr als 20 Jahren ist AXA XL Partner der Kunstmesse TEFAF in Maastricht, einer der bedeutendsten Kunstmessen weltweit.
Mit dem AXA Art Prize UK – in Partnerschaft mit der Royal Academy of Arts – und dem AXA Art Prize US fördert AXA XL aufstrebende Künstler.

## Bekannte Versicherungsfälle
- AXA XL war gemeinsam mit AIG und weiteren der Rückversicherer des im Jahr 2020 verunglückten Air India Express Flugs 1344.[33]
- Für das im Jahr 2020 abgesagte Oktoberfest war AXA XL der Ausfalldeckungsversicherer des Festzeltes „Ochsenbraterei“.[34][35]
- Der Milliardenschaden aus dem Einsturz der Francis Scott Key Bridge in Baltimore 2024 war von einer Vielzahl von Versicherern – zu denen auch AXA XL zählt – versichert.[36]